# Savoirs traditionnels
Les savoirs traditionnels, les savoirs autochtones, les savoirs populaires et les savoirs locaux font généralement référence à des systèmes de connaissances ancrés dans les traditions culturelles des communautés régionales, autochtones ou locales.
Les connaissances traditionnelles comprennent des types de connaissances technologique dans des domaines tels que la subsistance (par exemple, les outils et techniques de chasse ou d'agriculture), les soins obstétricaux, l'ethnobotanique et les connaissances écologiques, la médecine traditionnelle, la santé planétaire, la navigation céleste, les compétences artisanales, l'ethnoastronomie, le climat et autres. Ces systèmes de connaissances reposent généralement sur des accumulations d'observations pendant une longue période empiriques et sur l'interaction avec l'environnement.
Dans de nombreux cas, les connaissances traditionnelles sont transmises de génération en génération, en tant que tradition orale. L'Organisation mondiale de la propriété intellectuelle (OMPI) et les Nations unies (ONU) incluent les expressions culturelles traditionnelles (TCE) dans leurs définitions respectives de la connaissance autochtone. Les systèmes traditionnels de connaissances et les expressions culturelles existent sous la forme d'histoires, de légendes, de folklore, de rituels, de chansons et de lois et coutumes,,. Ils existent aussi sous forme de langues, lignes de chanson, danses, jeux, de la mythologie, conceptions et idées, art visuel et architecture.

## Caractéristiques et concepts connexes
Un rapport du Groupe d'étude du Conseil international pour la science (ICSU) sur la science et les connaissances traditionnelles caractérise les connaissances traditionnelles comme:
Un ensemble cumulé de connaissances, de savoirs-faire, de pratiques et de représentations maintenues et développées par des peuples ayant une longue histoire d'interaction avec l'environnement naturel. Ces ensembles sophistiqués de compréhensions, d'interprétations et de significations font partie intégrante d'un complexe culturel qui englobe la langue, les systèmes de nommage et de classification, les pratiques d'utilisation des ressources, les rituels, la spiritualité et la vision du monde.
Dans certaines communautés, la connaissance traditionnelle prend une signification personnelle et spirituelle. Elle peut également refléter les intérêts d'une communauté. Certaines communautés dépendent de leurs connaissances traditionnelles pour survivre. Celles relatives à l'environnement, telles que les tabous, les proverbes et les systèmes de connaissances cosmologiques, peuvent fournir une éthique de conservation pour la préservation de la biodiversité.  Cela est particulièrement vrai des connaissances environnementales, qui se réfèrent à une "forme particulière de connaissance basée sur le lieu de la diversité et des interactions entre les espèces végétales et animales, les formes de terrain, les cours d'eau et d'autres qualités de l'environnement biophysique dans un lieu donné". Les Kayapo sud-américains, par exemple ont développé un vaste système de classification des zones écologiques de la savane tropicale amazonienne (le campo / Cerrado) pour mieux gérer la terre.
Certains scientifiques sociaux conceptualisent les connaissances dans un cadre naturaliste et mettent l'accent sur la gradation des connaissances récentes en connaissances acquises au cours de nombreuses générations. Les connaissances locales et les connaissances traditionnelles peuvent être considérées comme distinctes par la durée de leur existence, de décennies à siècles ou millénaires.
Les connaissances ou techniques autochtones (ITK) sont les trésors de la sagesse ancienne et sont développées par des essais et des erreurs, des expériences acquises au fil des siècles, et sont testées au fil du temps mais, généralement, non fondées sur des preuves scientifiques bien que parfois reconnues efficaces et réelles.
Par ailleurs, les communautés autochtones et locales elles-mêmes peuvent percevoir les connaissances traditionnelles de manière très différente. La connaissance des communautés autochtones et locales est souvent intégrée dans une cosmologie, et toute distinction entre la connaissance "intangible" et les choses physiques peut devenir floue. Les peuples autochtones disent souvent que la connaissance autochtone est holistique et ne peut être séparée de manière significative des terres et des ressources dont ils disposent. Les connaissances traditionnelles dans ces cosmologies sont inextricablement liées aux ancêtres et aux terres ancestrales[réf. nécessaire].  La connaissance ne peut pas être acquise par l'essai et l'erreur naturels, mais par la révélation directe par des conversations avec "le créateur", les esprits ou les ancêtres. Chamberlin (2003) écrit sur un ancien Gitksan de Colombie-Britannique confronté à une exigence gouvernementale de terres : "Si c'est votre terre, « a t-il demandé, " où sont vos histoires ? ".
Les communautés autochtones et locales n'ont souvent pas de traditions fortes de propriété sur les connaissances qui ressemblent aux formes modernes de propriété privée. Beaucoup ont des traditions claires de la protection de la connaissance, et la loi coutumière peut guider qui peut utiliser différents types de connaissances à des moments et des lieux particuliers, et spécifier les obligations qui accompagnent l'utilisation de la connaissance. Par exemple, un chasseur pourrait être autorisé à tuer un animal uniquement pour nourrir la communauté, et non pour se nourrir lui-même. D'un point de vue autochtone, l'appropriation et l'utilisation abusive des connaissances peuvent être offensantes pour les traditions et peut avoir des répercussions spirituelles et physiques dans les systèmes cosmologiques autochtones. Par conséquent, les communautés autochtones et locales affirment que l'utilisation par les autres de leurs connaissances traditionnelles mérite respect et sensibilité. Certaines voix critiques cependant, considèrent ces exigences de "respect" comme une tentative d'empêcher que les croyances non fondées soient soumises au même examen que les autres formes de connaissance[réf. nécessaire].  Cela a une importance particulière pour la gestion de l'environnement parce que la composante spirituelle de la "connaissance traditionnelle" peut justifier toute activité, y compris la récolte non durable des ressources.

### Terminologie

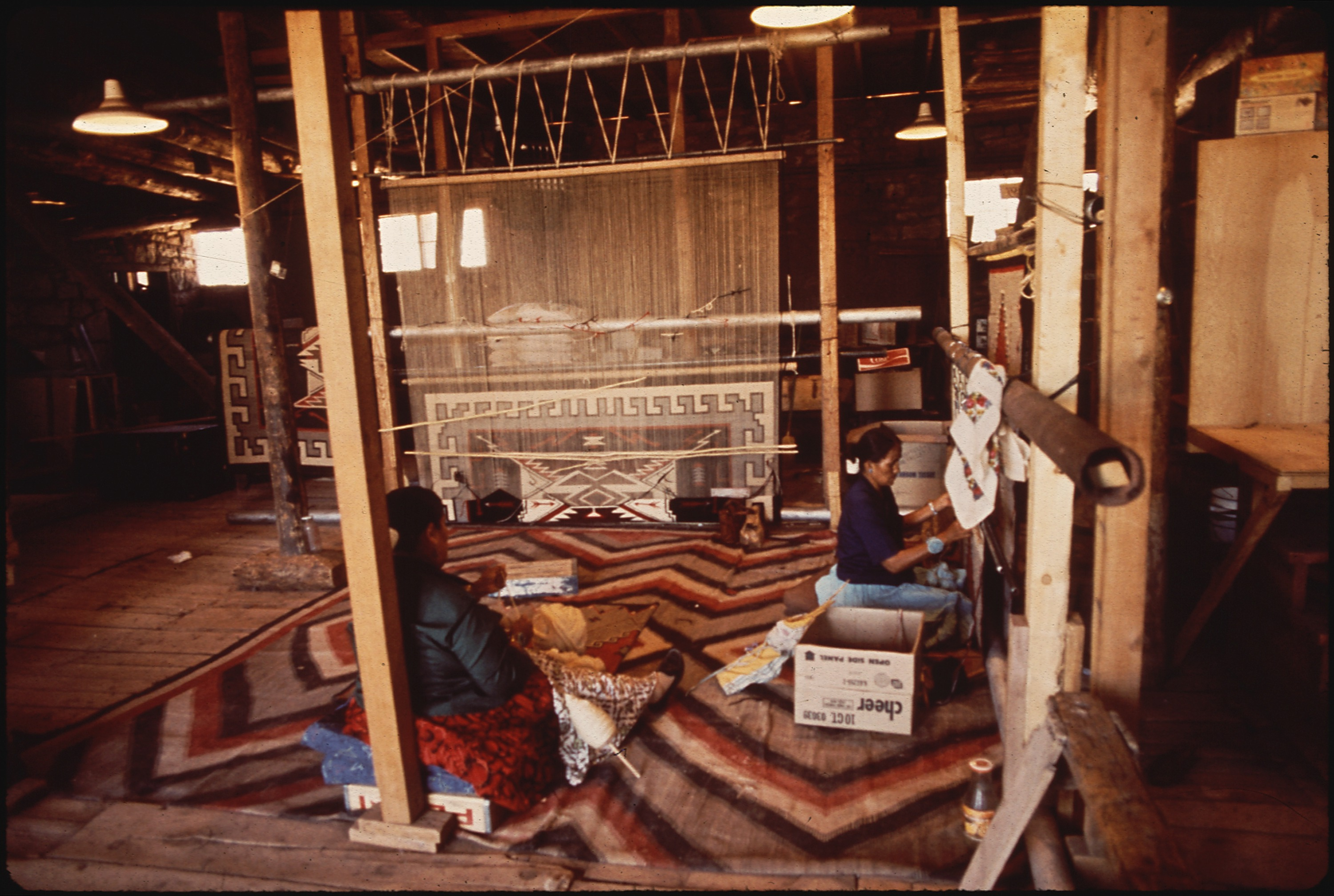
L'art de tisser des tissus relève des connaissances traditionnelles des Navajo.

Les connaissances traditionnelles (KT) et les expressions culturelles traditionnels (TCE) sont les deux types de connaissances autochtones (IK), selon les définitions et la terminologie utilisées dans la Déclaration des Nations Unies sur les droits des peuples autochtones et par L'Organisation mondiale de la propriété intellectuelle (OMPI).
L'expression "expressions culturelles traditionnelles" est utilisée par l'OMPI pour désigner "toute forme d'expression artistique et littéraire dans laquelle la culture et les connaissances traditionnels sont incarnés. Elles sont transmises d'une génération à l'autre et comprennent des textiles faits à la main, des peintures, des histoires, des légendes, des cérémonies, de la musique, des chansons, des rythmes et de la danse ». Les expressions culturelles traditionnelles peuvent également être appelées “expressions du folklore”.
Les expressions culturelles traditionnelles :
- peuvent être considérées comme les formes d’expression de la culture traditionnelle;
- font partie intégrante de l’identité et du patrimoine d’une communauté traditionnelle ou autochtone;
- se transmettent de génération en génération

Les expressions culturelles traditionnelles font partie intégrante de l’identité culturelle et sociale des communautés autochtones et locales; elles incorporent le savoir-faire et les techniques et transmettent des valeurs et des croyances fondamentales.
Leur protection se rapporte à la promotion de la créativité, au renforcement de la diversité culturelle et à la préservation du patrimoine culturel.
Pour de nombreuses communautés, les expressions culturelles traditionnelles, les savoirs traditionnels et les ressources génétiques associées font partie d’un seul et même patrimoine intégré. Néanmoins, étant donné que les expressions culturelles traditionnelles soulèvent des questions particulières de droit et de politique générale en matière de propriété intellectuelle, elles bénéficient d’un traitement différent dans de nombreuses législations nationales et régionales de propriété intellectuelle et dans les travaux de l’OMPI.
Les expressions culturelles traditionnelles peuvent parfois être protégées par les systèmes en vigueur tels que le droit d’auteur et les droits connexes, les indications géographiques, les appellations d’origine et les marques. Par exemple, les adaptations et interprétations contemporaines d’œuvres du folklore peuvent être protégées par le droit d’auteur, alors que les interprétations et exécutions de chants et de musiques traditionnels peuvent relever des dispositions du Traité de l'OMPI sur les interprétations et exécutions et les phonogrammes et du Traité de Beijing sur les interprétations et exécutions audiovisuelles.
Les marques peuvent être utilisées pour garantir l’authenticité des arts autochtones, comme l’a fait la Commission des arts maoris, Te Waka Toi, en Nouvelle-Zélande. Certains pays se sont également dotés d’une législation particulière pour la protection du folklore.
Le Comité intergouvernemental de la propriété intellectuelle relative aux ressources génétiques, aux savoirs traditionnels et au folklore de l’OMPI mène des négociations en vue d’assurer une protection juridique internationale des expressions culturelles traditionnelles (CIP). Au cours des sessions du comité, des représentants des communautés autochtones et locales organisent des panels sur la préservation des connaissances traditionnelles.

## Droits de propriété

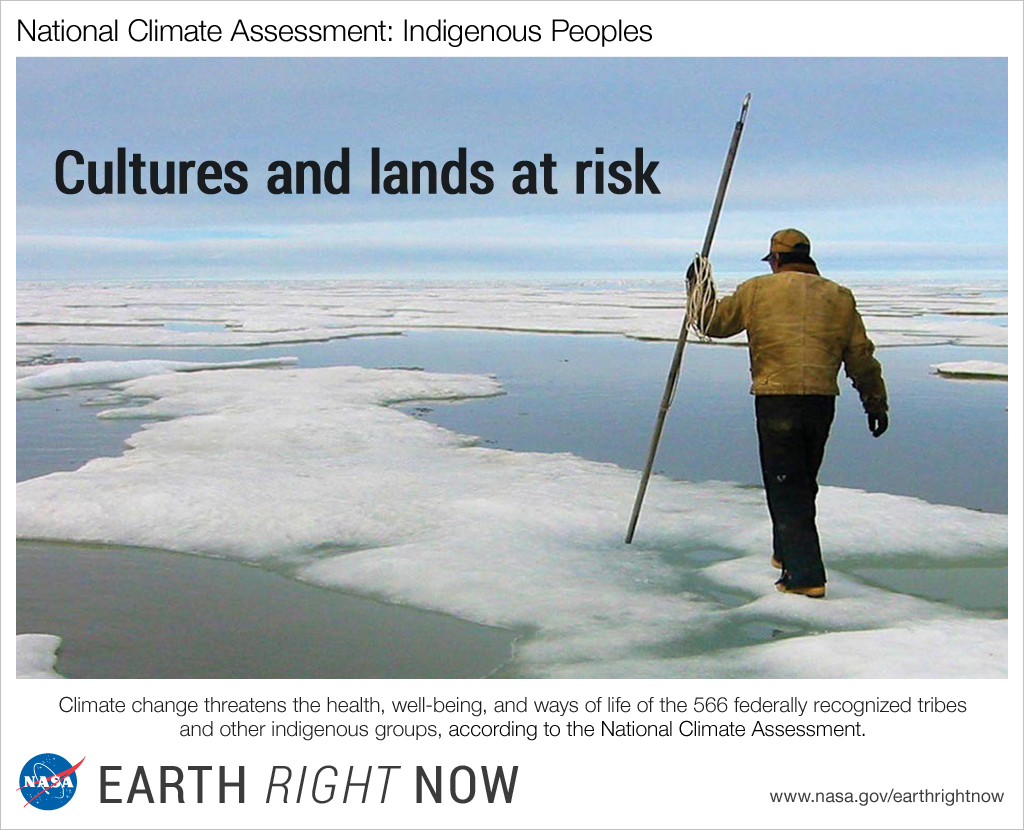
Terres autochtones menacées par le changement climatique. De nombreuses nations autochtones possèdent des connaissances traditionnelles sur la gestion des terres dans leurs biorégions.

L'attention internationale s'est tournée vers les lois sur la propriété intellectuelle pour préserver, protéger et promouvoir les connaissances traditionnelles. En 1992, la Convention sur la diversité biologique (CBD) a reconnu la valeur des connaissances traditionnelles dans la protection des espèces, des écosystèmes et des paysages.
Avec l'adoption de l'Accord de l'Organisation mondiale du commerce sur les aspects liés au commerce des droits de propriété intellectuelle (TRIPs), des règles relatives à la création et la protection de la propriété intellectuelle pourraient être interprétées comme étant en conflit avec les accords conclus en vertu de la CBD. En réponse, les États qui avaient ratifié la CBD ont demandé à l'Organisation mondiale de la propriété intellectuelle (OMPI) d'enquêter sur la relation entre les droits de propriété intellectuelle, la biodiversité et les connaissances traditionnelles. L'OMPI a commencé ce travail en 1999 avec une mission d'enquête. Compte tenu des enjeux liés à la biodiversité et des enjeux plus larges des TRIP (qui impliquent toutes les formes d'expression culturelle, pas seulement celles associées à la biodiversité - y compris les conceptions traditionnelles, la musique, les chansons, les histoires, etc.), l'OMPI a créé le Comité intergouvernemental de la propriété intellectuelle et des ressources génétiques, des connaissances et du folklore traditionnels (CIPT-GRTKF). WIPO Lex propose une compilation des lois concernant les connaissances traditionnelles.
La période des années 1990-2000 est également caractérisée par la croissance rapide de la société civile mondiale. Le rapport Brundtland (1987) recommandait un changement de politique de développement permettant une participation directe des communautés locales, respectant leurs droits et aspirations. Les peuples autochtones et d'autres ont lancé une pétition avec succès auprès des Nations Unies pour établir un Groupe de travail sur les populations autochtones qui a effectué deux premières enquêtes sur les droits de traité et les droits fonciers. Ces mesures ont conduit à une reconnaissance publique et gouvernementale plus grande des droits des terres et des ressources autochtones, et à la nécessité de s'attaquer à la question des droits humains collectifs..
Les droits collectifs des communautés autochtones et locales sont de plus en plus reconnus, comme dans la Convention 169 (1989) de l'Organisation internationale du travail (OIT) et la Déclaration sur les droits des peuples autochtones (2007). La Déclaration de Rio (1992), approuvée par les présidents et les ministres de la majorité des pays du monde, reconnaît les communautés autochtones et locales comme des groupes distincts ayant des préoccupations particulières qui doivent être prises en compte par les États.
Une préoccupation initiale concernait les droits territoriaux et les droits traditionnels des ressources de ces communautés. Les peuples autochtones ont rapidement manifesté leur préoccupation concernant l'appropriation et l'utilisation abusive de leurs connaissances "intangibles" et de leur patrimoine culturel. Les peuples autochtones et les communautés locales ont résisté, entre autres choses: à l'utilisation de symboles et de conceptions traditionnelles comme mascottes, ou objets dérivés dans le secteur artistique; à l'exploitation ou à la modification de chans traditionnels; au brevetage des utilisations traditionnelles des plantes médicinales; et à la diffusion, voire appropriation juridique d'histoires traditionnelles.
Les peuples autochtones et les communautés locales ont cherché à empêcher la brevetage des connaissances et des ressources traditionnelles lorsqu’exploitées sans leur consentement exprès. Ils ont cherché à renforcer la protection et le contrôle des connaissances et des ressources traditionnelles. Certaines communautés ont également cherché à s'assurer que leurs connaissances traditionnelles soient utilisées de manière équitable - selon les restrictions fixées par leurs traditions, ou en exigeant le partage des avantages pour leur utilisation selon les avantages qu'elles définissent.
Trois approches générales ont été développées pour protéger les connaissances traditionnelles. Le premier met l'accent sur la protection des connaissances traditionnelles en tant que forme de patrimoine culturel. Le second examine la protection des connaissances traditionnelles comme un droit humain collectif. Le troisième, adopté par l'OMC et l'OMPI, examine l'utilisation de mesures sui généris existantes ou nouvelles pour protéger les connaissances traditionnelles.
Actuellement, seuls quelques pays offrent une protection explicite sui généris pour les connaissances traditionnelles. Cependant, un certain nombre de pays ne sont toujours pas déterminés sur la question de savoir si la loi devrait accorder une déférence aux connaissances traditionnelles. Les peuples autochtones ont montré une ambivalence quant à l'approche de la propriété intellectuelle. Certains ont voulu étudier comment les mécanismes existants de propriété intellectuelle (principalement les brevets, les droits d'auteur, les marques et les secrets commerciaux) peuvent protéger les connaissances traditionnelles. D'autres pensent qu'une approche de la propriété intellectuelle peut fonctionner, mais nécessitera des formes plus radicales et plus novatrices de droit de la proprieté intellectuelle (" droits sui generis "). D'autres croient que le système de propriété intellectuelle utilise des concepts et des termes incompatibles avec les concepts culturels traditionnels et favorise la commercialisation de leurs traditions, auxquelles ils résistent généralement. Beaucoup ont soutenu que la forme de protection devrait se référer aux droits de l'homme collectifs pour protéger leurs identités distinctes, leurs religions et leur patrimoine culturel.

### Domaine public
Les œuvres littéraires et artistiques basées sur la culture ou le folklore traditionnels, dérivées ou inspirées peuvent incorporer de nouveaux éléments ou expressions. Ces œuvres peuvent donc être des œuvres "nouvelles" avec un auteur vivant et identifiable. Ces œuvres contemporaines peuvent inclure une nouvelle interprétation, un nouvel arrangement, une adaptation ou une collection de patrimoine culturel préexistant qui est dans le domaine public. La culture traditionnelle ou le folklore peut également être "remixés" dans des formats numériques, ou lors de restauration. Les expressions et œuvres de culture traditionnelle contemporaines et traditionnelles sont généralement protégées par la loi existante sur le droit d'auteur car elles sont suffisamment originales pour être considérées comme "nouvelles" à la publication. Cette protection est normalement temporaire. Lorsqu'une œuvre existe depuis une période suffisamment longue (souvent pour le reste de la vie de l'auteur plus 50 à 70 ans supplémentaires), la capacité légale du créateur d'empêcher d'autres personnes de reprendre, de modifier ou d'utiliser la propriété disparaît, et l'œuvre est censée entrer dans le domaine public.
Avoir une idée, une histoire ou une autre œuvre légalement protégée seulement pour une période limitée de temps n'est pas accepté par certains peuples autochtones. À ce sujet, les Tribus Tulalip de l'État de Washington ont commenté que " le partage ouvert ne confère pas automatiquement le droit d'utiliser les connaissances (des peuples autochtones)... les expressions culturelles traditionnelles ne sont pas dans le domaine public u motif que les peuples autochtones n'ont pas pris les mesures nécessaires pour protéger les connaissances selon le système de propriété intellectuelle occidental, mais en raison d'un échec des gouvernements et des citoyens à reconnaître et respecter les lois coutumières régissant leur utilisation. "

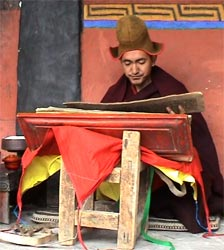
Le moine bouddhiste Geshe Konchog Wangdu lit les sutras de la Mahayana à partir d'une ancienne copie en bois du Kanjur tibétain.

La Propriété intellectuelle autochtone est un terme juridique général utilisé dans les forums nationaux et internationaux pour identifier les droits spéciaux des peuples autochtones à revendiquer (dans leur propre législation) tout ce que leurs groupes autochtones connaissent maintenant, ont connu ou connaîtront. Il s'agit d'un concept qui s'est développé à partir d'une tradition juridique predominantement occidentale, et a été promu récemment par L'Organisation mondiale de la propriété intellectuelle, dans le cadre d'une initiative plus générale des Nations unies pour voir la richesse diversifiée du patrimoine culturel immatériel autochtone du monde mieux valorisée et mieux protégée contre les détournements et les abus probables et en cours.

### Accord sur les aspects liés au commerce des droits de propriété intellectuelle (TRIPs)

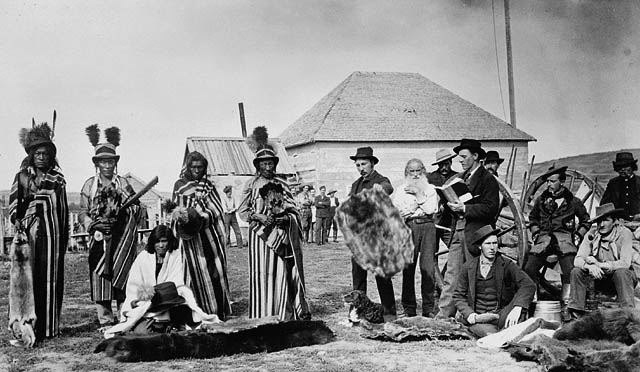
Des hommes crés, dont Le gros ours (Mistahi-maskwa) qui négociait avec des colons à Fort Pitt, Saskatchewan, 1884

L'article 27 de L'Accord sur les aspects liés au commerce des droits de propriété intellectuelle (TRIP) énonce certaines conditions dans lesquelles certains matériaux biologiques ou innovations intellectuelles peuvent être exclus du brevetage. L'article contient également l'exigence de réexamen de l'article 27. Dans la Déclaration de Doha de 2001 relative aux ADPIC, l'article 19 étendit l'examen à un examen de l'article 27 et du reste de l'accord sur les ADPIC pour inclure la relation entre l'accord TRIPS et la convention de 1992 sur la diversité biologique (CBD) et la protection des connaissances traditionnelles et du folklore.

### La convention sur la diversité biologique (CBD)

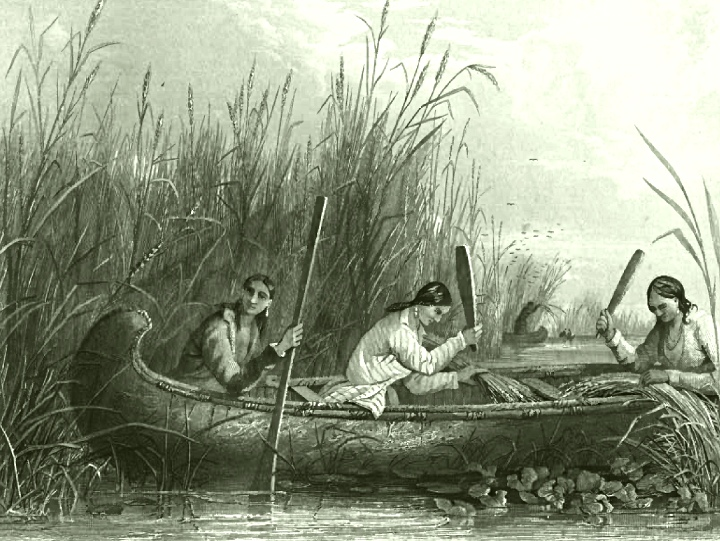
La récolte traditionnelle de riz sauvage continue aujourd'hui comme une tradition vivante.

La Convention sur la diversité biologique (CBD), signée à la Conférence des Nations Unies sur l'environnement et le développement (UNCED) en 1993, est la première convention internationale sur l'environnement à développer des mesures pour l'utilisation et la protection des connaissances traditionnelles, liées à la conservation et à l'utilisation durable de la biodiversité. En 2006, 188 pays avaient ratifié la Convention et accepté d'être liés par ses dispositions, le plus grand nombre de pays ayant adhéré à tout traité existant (les États-Unis sont l'un des rares pays à avoir signé, mais à ne pas ratifier, le CBD). Les dispositions importantes sont les suivantes:
Article 8. Conservation en situ
Chaque partie contractante:
a)...
j) Sous réserve de sa législation nationale, il respecte, préserve et maintient les connaissances, les innovations et les pratiques des communautés autochtones et locales qui incarnent des modes de vie traditionnels pertinents pour la conservation et l'utilisation durable de la diversité biologique et favorise leur application plus large avec l'approbation et la participation des titulaires de ces connaissances et pratiques et encourage le partage équitable des avantages découlant de l'utilisation de ces connaisseurs, innovations et pratiques...
Article 10 Utilisation durable des composants de la diversité biologique
Chaque partie contractante:
a)...

c) Protéger et encourager l'utilisation conventionnelle des ressources biologiques conformément aux pratiques culturelles traditionnelles compatibles avec les exigences en matière de conservation ou d'utilisation durable
L'interprétation de ces dispositions a été élaborée par des décisions des parties (ratifiantes de la convention). Néanmoins, les dispositions relatives à l'accès et au partage des avantages contenues dans la Convention sur la diversité biologique n'ont jamais atteint un consensus et bientôt l'autorité sur ces questions est revenue à l'OMPI.
Lors de la réunion de la Convention sur la diversité biologique, tenue à Buenos Aires en 1996, l'accent a été mis sur la connaissance locale. Les acteurs clés, tels que les communautés locales et les peuples autochtones, doivent être reconnus par les États et leur souveraineté sur la biodiversité de leurs territoires doit être reconnue, afin qu'ils puissent continuer à la protéger.
Les parties à la Convention ont fixé comme objectif pour 2010 de négocier un régime international juridiquement contraignant sur l'accès et le partage des avantages lors de la Huitième réunion (COP8), les 20 et 31 mars 2006 à Curitiba, au Brésil. Cet objectif a été atteint en octobre 2010 à Nagoya, au Japon, par la conclusion du Protocole de Nagoya au CBD. L'accord est entré en vigueur le 12 octobre 2014. En août 2020, 128 nations avaient ratifié le Protocole de Nagoya. Le Protocole traite des obligations intergouvernementales liées à ressources génétiques, et comprend des mesures relatives aux droits des communautés autochtones et locales de contrôler l'accès aux ressources génétiques et aux savoirs traditionnels associés et d'en tirer des avantages.